# Andromaqi Gjergji
Andromaqi Gjergji, albanska etnologinja, * 20. maj 1928, Korča, Albanija, † 8. julij 2015, Tirana, Albanija.
Gjergjijeva je bila albanska etnologinja, ki se je specializirala za albanske noše in oblačila.

## Življenje
Gjergjijeva se je rodila v Korči leta 1928. Študirala je zgodovino in filologijo v glavnem mestu Albanije, v Tirani. Objavila je številne članke o albanski kulturi. Leta 1993 je postala profesorica na Inštitutu za ljudsko kulturo. Objavila je več kot 130 publikacij o albanskih oblačilih. Leta 2004 je objavila knjigo Albanske noše skozi stoletja, ki je izšla leta 2004.
Objavila je poročilo, da so najzgodnejši arheološki dokazi o albanskih čevljih Opinga iz 5. do 4. stoletja pred našim štetjem, kar kaže, da so bili element ilirske kulture.
Umrla je v Tirani leta 2015.

## Njena dela
- Gjergji, Andromaqi (2002), Albanian Costumes Through the Centuries: Origin, Types, Evolution, Acad. of Sciences of Albania, Inst. of Folk Culture, ISBN 978-99943-614-4-1
- Gjergji, Andromaqi (1988), Veshjet Shqiptare në Shekuj: Origjina Tipologjia Zhvillimi, Akademia e Shkencave të RPS të Shqipërisë, Instituti i Kulturës Popullore
- Gjergji, Andromaqi (1976), Etnografia shqiptare, zv. 7–8, Akademia e Shkencave e RPSH, Instituti i Historisë, Sektori i Etnografisë